# أركوش
أركوش هي قرية تقع في إقليم كوفاسنا في رومانيا.